# Gamma Tucanae
Gamma Tucanae (γ Tuc / γ Tucanae) é uma estrela na constelação de Tucana.